# 抱水クロラール
抱水クロラール（ほうすいクロラール、Chloral hydrate）は、合成されたものとしては最初の鎮静剤である。商品名、エスクレ坐剤。鼻を突く刺激臭があり、水に非常によく溶け、エタノール、ジエチルエーテルに溶けやすい。強い吸湿性がある。強酸化剤と激しく反応する。塩基と反応してクロロホルムおよびギ酸塩を生成する。連用により薬物依存症、急激な量の減少により離脱症状を生じることがある。日本では医薬品、医療機器等の品質、有効性及び安全性の確保等に関する法律における習慣性医薬品に指定され、また医薬品添付文書では劇薬である。

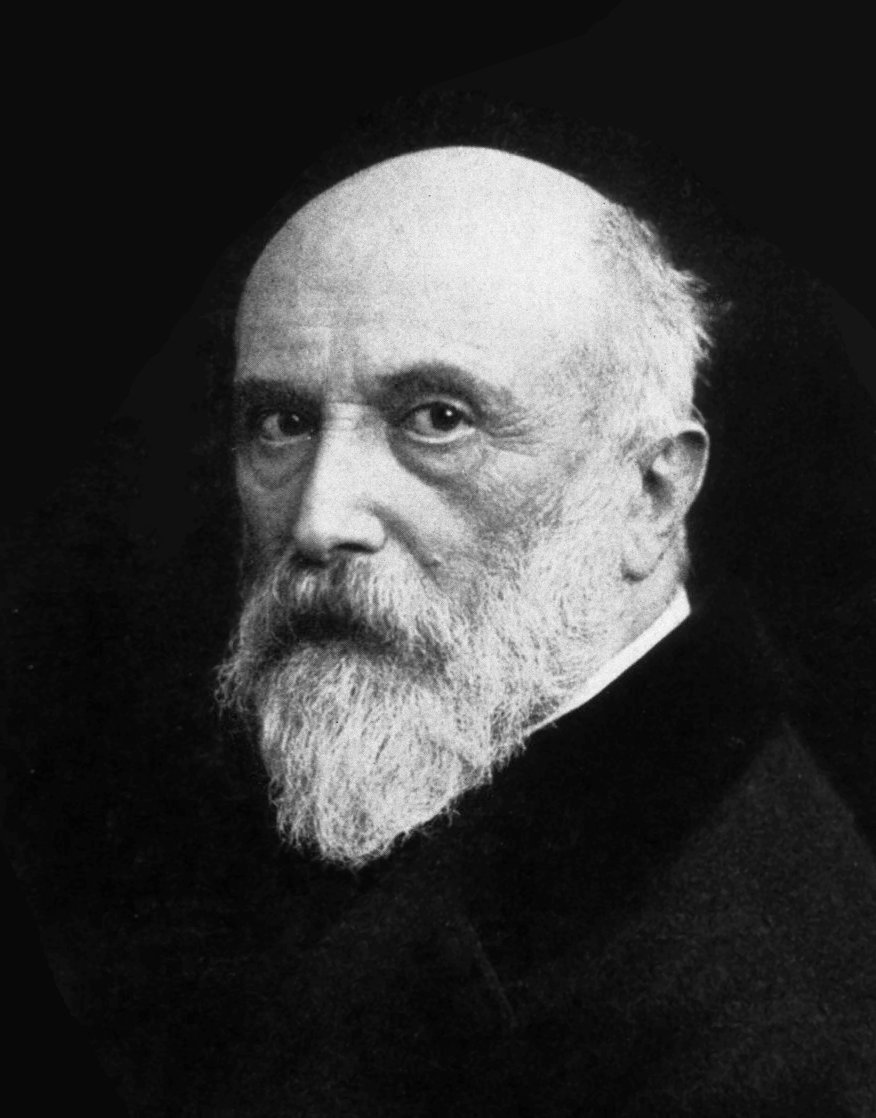
オスカー・リーブライヒ

抱水クロラールは1832年に、ギーセン大学のユストゥス・フォン・リービッヒにより合成され、1869年にベルリン大学のオスカー・リーブライヒが不眠症を改善する薬としての有効性を認めた。ブロムワレリル尿素と共にバルビツール酸系薬以前の薬である。しかし味と匂いが酷いこと、治療域と有毒域の間が狭いことなどもあって、1900年ごろにバルビツール酸系薬が登場してとって代わられていった。

## 化学
一般的な脂肪鎖を有するアルデヒドの場合、ハイドレート(-CH(OH)2)よりアルデヒド(-CHO)のほうが安定でありアルデヒドとして存在するが、抱水クロラールはα位にある塩素原子の電子求引性効果によってアルデヒドよりもハイドレート体のほうが安定に存在している。

## 合成
エタノールを塩素化することで得られる。
4 Cl2 + C2H5OH + H2O → Cl3CCH(OH)2 + 5 HCl

## 薬効
抱水クロラールには鎮静、催眠、抗痙攣作用があるため19世紀には用いられたが、20世紀にバルビツール酸系が登場すると使用が控えられていき、現在ではさらに安全性の高いベンゾジアゼピン系の薬剤も登場している。依存や過量服薬での危険性のほか、胸やけや発疹の副作用も多い。また、麻酔作用も有しており、1853年に最初の静脈麻酔薬として用いられたが、その後はその安全域の狭さと作用の遅さのためにあまり使用されなかった。現在、動物用を除き麻酔に用いられることはない。
非合法な使用法としては、体の自由を奪うため飲み物へ混入する事例が多い。
生物学分野では抱水クロラールとアラビアガム、グリセリンなどを混合して作るガム・クロラール系封入剤が、ダニや微小昆虫の形態観察のための半永久プレパラート作成に、盛んに用いられている。
農薬のDDTは抱水クロラールを出発物質として合成され、その反応の中間体として無水のクロラールが生成している。

## 依存性
日本では2017年3月に「重大な副作用」の項に、連用により薬物依存症を生じることがあるので用量と使用期間に注意し慎重に投与し、急激な量の減少によって離脱症状が生じるため徐々に減量する旨が追加され、厚生労働省よりこのことの周知徹底のため関係機関に通達がなされた。調査結果には、日本の診療ガイドライン5つ、日本の学術雑誌8誌による要旨が記載されている。